# As Man Made Her
As Man Made Her (conosciuto negli USA anche come Her Higher Destiny) è un film muto del 1917 diretto da George Archainbaud.

## Produzione
Il film fu prodotto dalla Peerless Productions.

## Distribuzione
Il copyright del film, richiesto dalla World Film Corp., fu registrato il 13 marzo 1917 con il numero LU10357.
Distribuito dalla World Film e presentato da William A. Brady, il film uscì nelle sale cinematografiche statunitensi il 26 marzo 1917.
Non si conoscono copie ancora esistenti della pellicola che viene considerata presumibilmente perduta.